# Phong thần bảng (phim 1974)
Phong thần bảng (tiếng Trung: 封神榜, tiếng Anh: The story of Chinese gods) là một phim hoạt họa siêu thực do Trương Chí Huy đạo diễn, xuất phẩm ngày 11 tháng 02 năm 1975 tại Đài Bắc.

## Lịch sử
Năm 1973, sự kiện huyền thoại Lý Tiểu Long đột tử gây chấn động làng giải trí Á châu và quốc tế. Để tưởng niệm cũng như vinh danh ông, hãng Trương Ảnh quyết định thực hiện một xuất phẩm điện ảnh lấy Lý Tiểu Long làm nhân vật chính. Phương pháp được chọn là hoạt họa và bối cảnh thời Châu vương phạt Trụ.
Truyện phim chắp ghép các điển tích Phong thần diễn nghĩa với một số phân cảnh ấn tượng trong nghiệp diễn của Lý Tiểu Long, trong đấy, huyền thoại họ Lý là một nhân vật bôn tẩu giang hồ nhằm trừ những quái thú yêu ma do Trụ vương tung ra cản Văn vương khởi nghiệp. Vài tạo hình nhân vật lại phỏng theo mạn họa cùng tên của họa sĩ Thái Chí Trung.

## Nội dung
Trụ vương tham tàn vô độ khiến dân chúng lầm than. Nguyên Thỉ Thiên Tôn bèn phái một môn đệ là Khương Tử Nha giáng trần cứu bách tính.
Trong lúc Trụ vương say đắm Đát Kỉ và dốc toàn lực xây Lộc đài trăm trượng, Tử Nha bèn niệm chúa đưa hết thị dân sang đất phong của Tây Bá hầu Cơ Xương. Ở đấy, muôn dân được an cư lạc nghiệp.
Song cũng vì thế mà Tây Bá gặp họa. Tây Bá hầu thỉnh Khương Tử Nha làm thừa tướng nên sư huynh của Khương là Thân Công Báo ghen tức. Y tâu Trụ vương cấp cho 20 vạn quân tiến đánh Khương Tử Nha, lại triệu thêm hằng hà sa số quái vật hô ứng, thế lực tưởng đã vô địch thiên hạ.
Tử Nha thấy cự không lại, bèn tới Ngọc Hư quan xin thần tiên âm phù. Công Báo thấy vậy mà lo, cũng xuống ma giới chiêu binh.
Nhờ chư thần phù hộ, thế lực Tây Bá hầu ngày càng mạnh. Đát Kỉ định ám hại Khương Tử Nha nhưng bị trời chặn đứng. Một mình Nhị lang thần Dương Tiễn múa côn đánh tan quỷ quái yêu ma.
Trụ vương biết đã cùng thế, bèn trốn lên Lộc đài. Nào ngờ vua tự làm đài cháy, bị Dương Tiễn thi triển đường võ giết trong biển lửa.
Tây Bá hầu bèn đăng cơ làm Châu Văn vương, tự bấy thiên hạ được hưởng thái bình.

## Kĩ thuật
Phim được thực hiện chủ yếu tại Đài Bắc năm 1974 để kịp công chiếu đầu năm 1975.

### Chế tác
Trên danh nghĩa, bộ phim là thành phẩm hợp tác của Trương Anh điện ảnh công ty (張英電影公司) Đài Loan với Tứ Hải Huynh Đệ điện ảnh công ty (四海兄弟電影公司) Hồng Kông, nhưng kinh phí và nhân sự chủ yếu vẫn do Trương Ảnh huy động, phía Tứ Hải Huynh Đệ chỉ góp thiết bị điện ảnh và lo hậu kì.
- Phụ tá sản xuất: Đặng Hữu Lập[8]
- Điều phối: Trương Trấn Tông, Hầu Thắng Huy, Thái Minh Khâm, Ngô Vị Chương, Ngụy Lệ Tương, Tăng Mĩ Nguyệt
- Họa sĩ: Thái Chí Trung, Du Long Huy, Tạ Tường Lân, Du Tam Huy, Liêu Tương Linh
- Hoạt họa: Ngô Vạn Lai, Lâm Chí Thành, Quách Băng Lâm, Lưu Trung Tuyền, Kỉ Hậu Bác, Hoàng Mạnh Lực, Ngô Duy Tùng, Côn Minh, Tiến Côn, Hầu Viện Quyên, Cao Tú Anh, Trần Lệ Hồng, Trang Thục Huệ, Quách Kim Anh, Lý Hà Lệ, Cung Mĩ Anh, Hà Thục Hoa, Đặng Tuyết Như, Trâu Tú Thanh
- Trứ sắc: Trần Lệ Ngọc, Vương Hoa Thụy, Trần Huệ Phương, Vương Xuyên Tô, Lý Lệ Linh, Đỗ Trân Ni, Trần Bảo Thai, Trình Vĩnh Xuân, Khuyết Thiêm Hữu

### Phát hành
Phim được chia 3 phiên bản thích hợp từng thị trường, kèm phụ đề song ngữ Hán-Anh: Quan thoại (Đài Loan), Quảng thoại (Hồng Kông), Anh/Đức ngữ (quốc tế). Lối làm phim này rất phổ biến tại Á Đông thập niên 1970. Đến thập niên 1980, bộ phim được phát hành đại chúng dưới dạng VHS.
- 封神榜 (Phong thần bảng), The story of Chinese gods
- 七彩封神榜 (Thất thái phong thần bảng), The story of Chinese gods
- Tarzerix der Rächer[7], Tarzerix die Elefantenpolizei[9], Die Elefantenpolizei - Tarzerix[10]
- Tarzerix en la historia de los dioses chinos[11]
- ドラゴン水滸伝 (Tiểu Long thủy hử truyện)
- Chinese gods
- 封神榜 (Phong thần bảng)
- История китайских богов[12]
- The story of Chinese gods, Bruce Lee and Chinese gods

## Văn hóa
Phong thần bảng được xác nhận là phim hoạt họa tiên phong có màu của điện ảnh Hoa ngữ, phương thức dàn dựng mạch phim có ảnh hưởng nhất định tới võ hiệp điện ảnh giai đoạn sau. Theo giám đốc Trương Anh, do hoạt họa Đài Loan đương thời còn kém, nhà sản xuất phải nhập khẩu thuốc nhuộm từ Nhật Bản với mức quan thuế gấp đôi giá thị trường.
Khi được phía Trương Ảnh đề nghị hợp tác, họa sĩ Thái Chí Trung bộc bạch rằng chưa hình dung được một cuốn phim hoạt họa sẽ như thế nào, bởi bản thân ông chỉ quen vẽ tranh truyện thuần túy. Nhà biên kịch Thân Giang (Hồng Kông) phải xắn tay vào vừa soạn kịch bản vừa dành mỗi thứ Bảy hàng tuần để tạo hình nhân vật. Theo hình dung của ông giám đốc Trương Anh, gương mặt nhân vật Trụ vương hồ như tài tử Thôi Phúc Sinh, còn Đát Kỉ là minh tinh Miêu Khả Tú, và Nhị lang thần chính là Lý Tiểu Long. Tựu trung, hình dáng nhân vật Phong thần bảng đều mô phỏng các tài tử có liên hệ mật thiết với nghiệp điện ảnh của huyền thoại họ Lý. Theo hồi tưởng của họa sĩ Thái Chí Trung, thời điểm đó, giám đốc Trương theo dõi rất sát quá trình sáng tạo nhân vật của Lý Tiểu Long trong Phong thần bảng. Mà quả thật, sau khi xuất xưởng, Phong thần bảng là bộ phim hay nhất trong nghiệp điện ảnh của Trương Anh.
Bộ phim được liệt hạng danh tác điện ảnh và hoạt họa Đài Loan. Tờ bích chương phim trình bày theo phong cách hậu hiện đại sau được Trung Quốc điện ảnh bác vật quán mua bản quyền để trưng bày.
Đầu thập niên 1980, trong quá trình khởi thảo bộ Thất long châu, tác giả Điểu Sơn Minh đã dựa vào tạo hình nhân vật Phong thần bảng để triển khai loạt nhân vật trọng tâm, đặc biệt đôi nhân vật Tôn Ngộ Không và Địch Tử.